# Chiesa di Santa Maria di Cartignano
La chiesa di Santa Maria di Cartignano è un edificio religioso sito nei pressi di Bussi sul Tirino, in provincia di Pescara. Un tempo monastero benedettino, alle dipendenze di Montecassino prima, e San Liberatore a Majella poi, nel corso dei secoli perde la sua funzione originaria poiché ,già in stato di abbandono, è ripetutamente colpita da fenomeni alluvionali. Dalla fine del XIX secolo e per gli anni a seguire vengono effettuati discontinuamente dei lavori di restauro. Monumento nazionale dal 1902, dopo l'ultimo restauro del 1968 con cui si è deciso di mantenere la chiesa a rudere, oggi è stata messa in sicurezza e resa agibile. La scelta di conservare il monumento a rudere, e di conseguenza l'assenza della copertura centrale, conferiscono un forte potere evocativo alla facciata e all'abside rimaste in piedi, ben visibili per chi percorre oggi la SS153.

## Storia

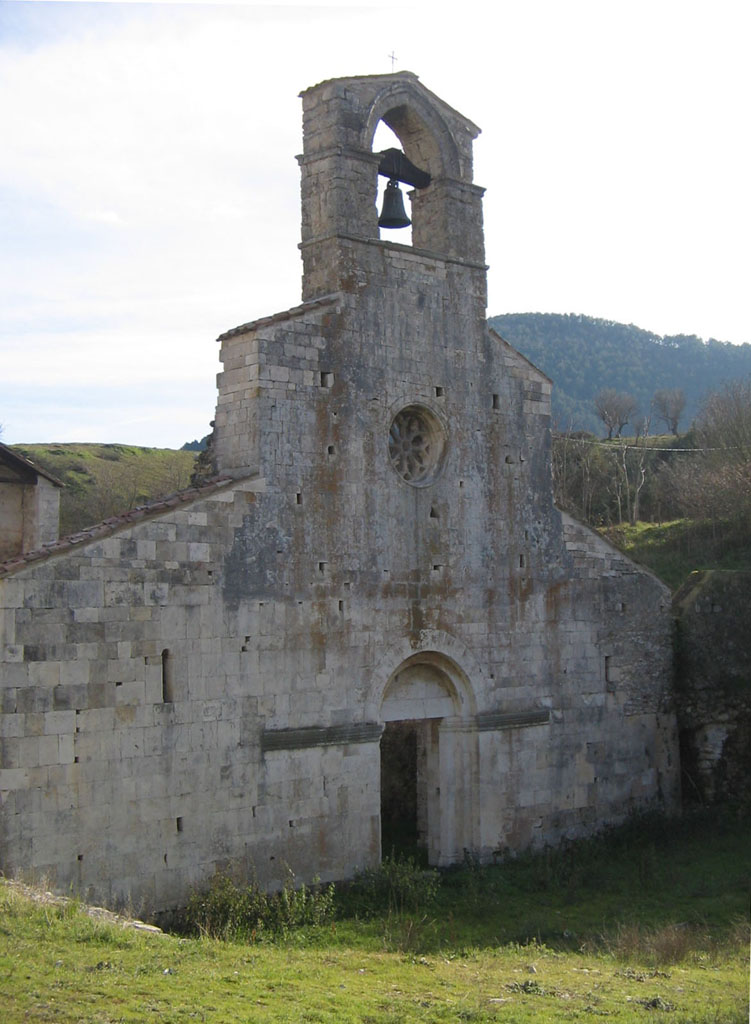
Prospetto della facciata

Il Monastero di Santa Maria di Cartignano esisteva sotto forma di cella alle dipendenze dell’abbazia di Montecassino già dagli inizi dell’XI secolo: nel 1021 una bolla papale cita una cella benedettina dedicata a San Benedetto, che riceve un piccolo appezzamento di terreno donato da un sacerdote di nome Anserano. La dipendenza da Montecassino infatti viene attestata da diplomi di conferma dei possedimenti cassinesi emessi a ripetizione dagli imperatori, a cominciare da Edoardo II nel 1023, poi da Corrado II ed Enrico III, fino a quello emesso da Lotario nel 1137, nel quale la chiesa è riportata con il nome di Santa Maria di Carciniano. Nel diffuso sistema di dipendenze di Montecassino articolato tra monasteri celle e chiese ubicate nel territorio abruzzese, Santa Maria fu uno dei tanti cenobi che assumevano il nome di prepositura, in quanto retta da un preposto. Ci giunge notizia che il monaco Ranieri vi fu preposto nella metà del secolo XI, il cui nome compare infatti in atti del 1038,1043 e 1044,  e di un certo monaco Giovanni che ricoprì incarico analogo negli anni successivi, come ci attestano documenti tra il 1057 e il 1079. In questi anni furono numerose le donazioni di beni.
Riguardo all'etimologia del nome Cartignano sono state avanzate diverse ipotesi: potrebbe esserci qualche collegamento con la carta, poiché si suppone che nel monastero si producesse carta per il papato. Tuttavia le origini del nome potrebbero risalire all'epoca latina, come testimonia il documento redatto nel 1038 dal preposito Raniero che recita: “in locus ubi Cartinianu vocatur”. Derivante probabilmente dal gentilizio Cartinius, con l’aggiunta del suffisso -anum si fa riferimento alla piena romanità etnica e civile del proprietario del fondo. In sostanza la chiesa dovette sorgere su un appezzamento di terreno o su un’area appartenuta un tempo a un certo Cartinius, ipotesi avvalorata dal fatto che sono presenti in loco numerose testimonianze d’epoca romana, prime fra tutte due epigrafi usate come materiale di riutilizzo nella costruzione stessa della chiesa.
A partire dal 1065, con l’acquisto della chiesa di San Gaudenzio e 100 moggia di terreno, Santa Maria diventa un vero e proprio monastero. Infatti, se prima si è parlato solo di prepositi reggenti, da questo momento in poi si citerà una comunità di monaci : “...Johani sacerdote et Mon. Verginem exe videtur cum suis manachi...”. Nel documento del 1065 vengono anche indicati i termini di confine: il fiume Onbrium, il castello del Colle, il Colle Sodo, la villa di Bussi, l’atrio della chiesa. Contestualmente all'ampliamento dei possedimenti, si è avuta in contemporanea anche un’espansione spaziale e formale del monastero, secondo i canoni dell’architettura benedettina. Dal documento sopracitato si deduce che la chiesa fosse dotata di un atrio, tesi confermata dall'esistenza di una piccola apertura laterale in linea con la facciata della chiesa, e di un’apertura, successivamente murata, all'interno della stessa sulla parete occidentale. Al giorno d’oggi è impossibile però rinvenire eventuali resti degli edifici benedettini accessori a causa dei depositi alluvionali del vicino torrente Parata.
Tra il 1079 e il 1216 viene posta sotto la giurisdizione di San Liberatore a Majella, il più importante monastero dipendente da Montecassino in Abruzzo. Le successive tracce dell’attività cenobitica risalgono alla prima metà del XIV secolo, quando il monastero era assoggettato al pagamento delle decime. All'epoca altre 4 chiese erano soggette al cenobio di Santa Maria di Cartignano: le cappelle di Santa Maria, San Nicola, e le chiese rurali di Sant'Agata e San Paolo. Alla fine del XIV secolo cessa l’attività monastica e il monastero divenne semplice beneficio ecclesiastico annesso a San Liberatore a Maiella. Dal 1390 in poi il duca Cantelmo di Popoli si prese cura della chiesa, assieme al feudo di Bussi, esigendo un nuovo ordine monastico e gerarchia di abati sotto la sua guida personale.

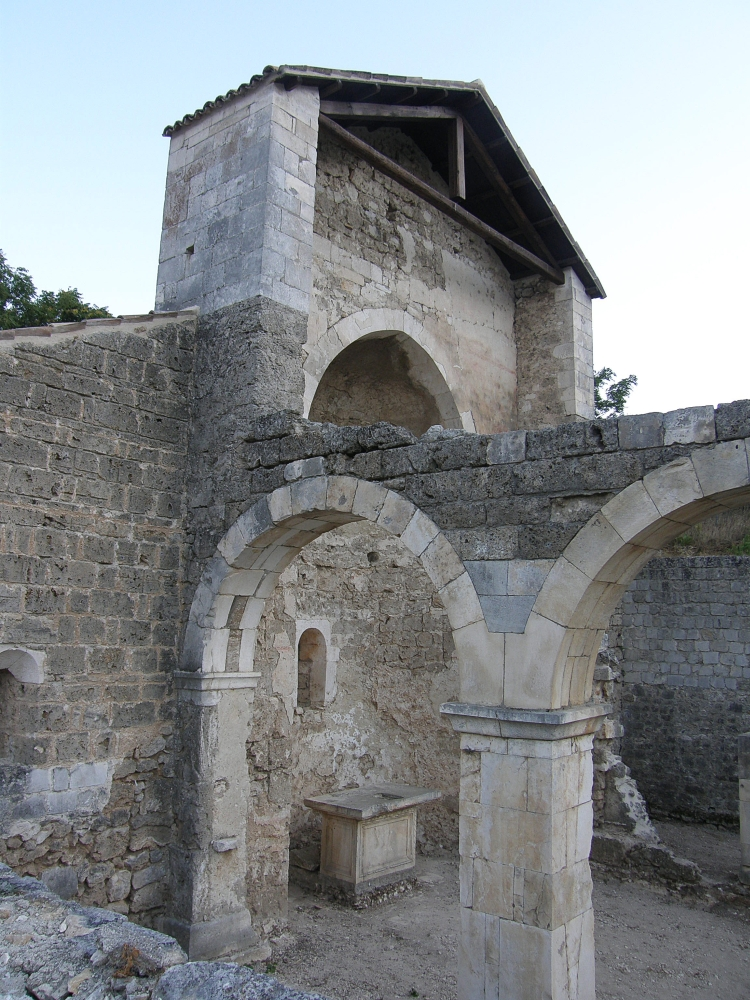
L'abside interno

Tuttavia ciò non valse a permettere la lunga durata di vita della chiesa, che nel 1500 e nel 1600 venne abbandonata completamente nell'oblio. Nel XVIII secolo rientrò nell'orbita di influenza di San Liberatore e alla metà del secolo passò ai Monaci Celestini del Morrone, per poi essere rivendicata dai Borbone. La chiesa, come testimonia un documento notarile del 10 Ottobre 1770, era ormai ridotta a due sole navate, con il pavimento compromesso ed il tetto crollato per un quarto, le mura sul lato orientale crollate, ed il proliferare della vegetazione all'interno, lasciata in abbandono dopo l’ennesima frana. Nel 1887 viene redatta una relazione dallo studioso De Nino rivolta al Ministero in cui si descriveva lo stato di fatto della chiesa ormai ridotta a rudere a causa delle continue alluvioni. Solo nel 1912 il Gavini, per conto della Soprintendenza ai monumenti d'Abruzzo, lanciò un appello nella “Rassegna d’arte” per salvare l’edificio; appello rimasto inascoltato in quegli anni, verrà raccolto solo nel 1968 , quando finalmente in seguito a lavori di scavo ,interventi di restauro e parziale ricostruzione per anastilosi, la chiesa venne recuperata a rudere. Durante lo svolgimento dei lavori si sono intraprese però scelte di restauro non fedeli all'originale, come è successo ad esempio per la vela del campanile, originariamente bipartita ma restituita con una sola apertura.

## Descrizione
Santa Maria di Cartignano si pone stilisticamente nel solco della tradizione del romanico Abruzzese dell’XI secolo : stile e materiali umili, decorativismo limitato a semplici archetti pensili, impiego di colonne quadrangolari, facciata a doppi salienti. I materiali impiegati in cantiere furono calcare compatto e calcare vacuolare; per l'approvvigionamento di questi materiali sono state sfruttate le grandi cave di calcare lungo il corso del fiume Tirino, tra i centri di Capestrano e Ofena.
L'archetipo architettonico da cui certamente si è presa ispirazione è la vicina e più antica San Pietro ad Oratorium. Elemento di originalità dal punto di vista compositivo per gli stilemi dell’epoca, il campanile a vela che funge da coronamento sommitale in facciata. In Abruzzo una soluzione formale simile ,seppure con diverse proporzioni, si ritrova solo a Pescosansonesco nella Chiesa di San Nicola di Bari, anch'essa benedettina.
La chiesa di Santa Maria di Cartignano come è giunta ai giorni nostri è frutto di due fasi costruttive principali, la prima stilisticamente appartenente al linguaggio romanico, la seconda invece che presenta le caratteristiche del gotico cistercense: vengono infatti effettuate importanti modificazioni all'alzato, forse a seguito del violento terremoto del 1231 (che aveva causato la distruzione parziale dello stesso Colosseo), a cui sono sicuramente riconducibili il campanile a vela posto nella mezzeria della facciata a doppi salienti, il rosone monolitico e il catino absidale, che ospitava un affresco di Armanino da Modena, ora al museo Nazionale dell’Aquila. Proprio dalla datazione esatta di quest’ultimo affresco (1237), si può dire con certezza che i lavori erano stati portati a compimento.
Curiosa la somiglianza formale dell'architettura esterna con la chiesa di Santa Maria di Devia, pressoché coeva, a San Nicandro Garganico. Anch'essa infatti presenta la facciata a doppi salienti ,il campanile a vela a coronamento, ed uno stile umile e austero, sebbene quest'ultima sia triabsidata . È legittimo pensare a fenomeni di contaminazione stilistica, poiché il Tratturo Magno univa Abruzzo e Puglia dall'Aquila a Foggia, su un percorso che interessava tanto Bussi quanto San Nicandro Garganico.

### Esterno

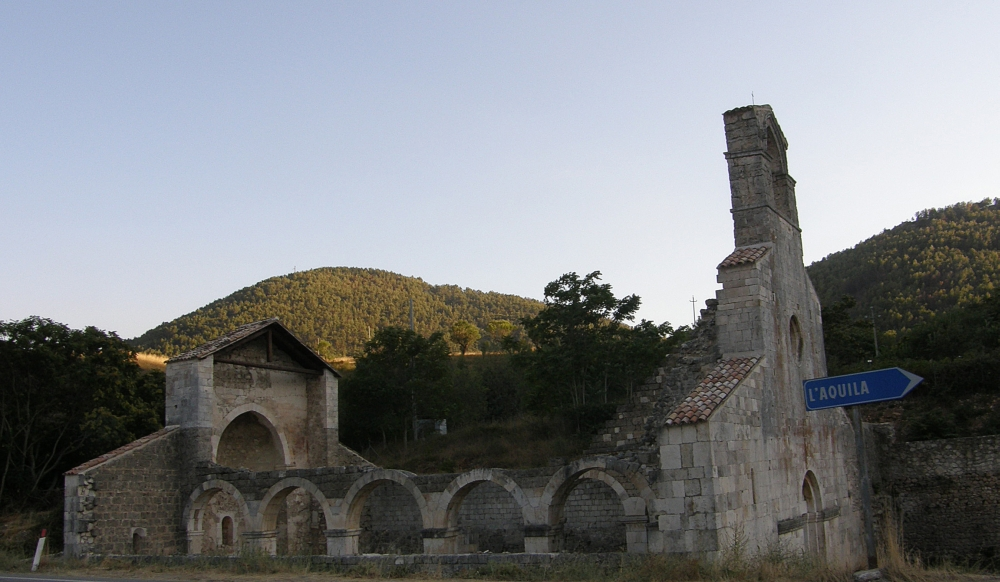
La chiesa al tramonto

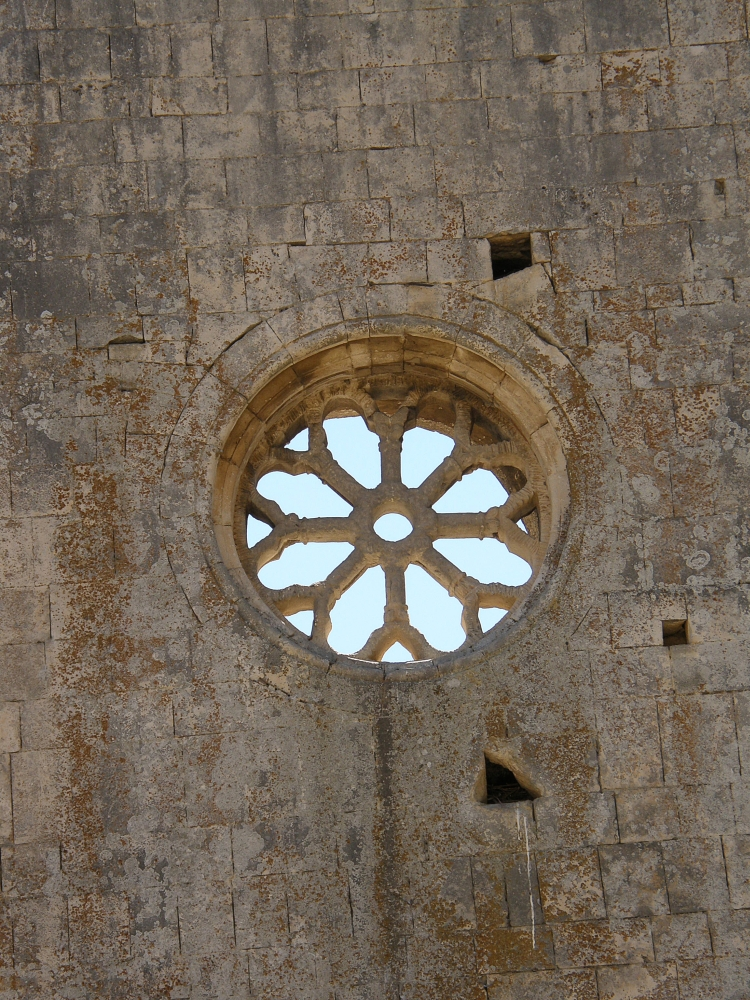
Particolare del rosone

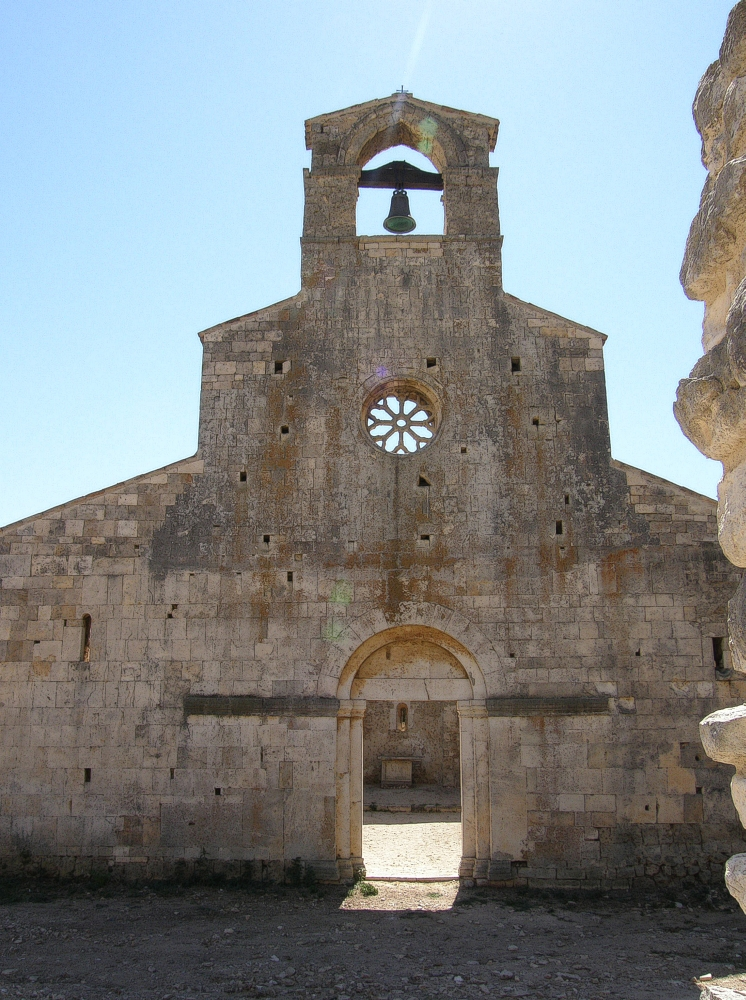
Il campanile e la facciata

La facciata a doppi salienti è caratterizzata nella mezzeria da un minuto portale con architrave a semicerchio, un rosone floreale monolitico a otto raggi, e un campanile a vela, frutto di ricostruzioni per anastilosi, dopo il crollo dell'originale. L'altra parte integra della chiesa è l'abside con decorazioni a "dentelli", declinazione stilistica derivante dal romanico lombardo, e il prospetto posteriore a capanna. Lateralmente sono in vista le arcate ricostruite della chiesa. Nella zona antistante la facciata del monastero ,a ridosso di una collinetta, si trovano i resti della cosiddetta "stanza del romito", ossia una piccola foresteria a due ambienti che accoglieva gli eremiti.

### Interno
La chiesa si presenta con un ambiente a tre navate scandite da pilastri quadrangolari e termina con una sola abside .Prima del restauro l'interno custodiva vari affreschi, opera di Armanino da Modena,e oggetti di culto che negli anni '60 furono trasferiti a L'Aquila, nel Museo nazionale d'Abruzzo. L'affresco più significativo era ospitato dal catino absidale e raffigurava il tema sacro della Deesis, ritraente il Cristo Benedicente seduto in trono tra la Madonna e San Giovanni Battista. Altri affreschi sono visibili nei resti delle mura di copertura laterali, ritraenti San Nicola, San Benedetto, Sant'Agata, San Paolo, San Amico, San Mauro e San Pietro.
All'interno era presente anche un importante bassorilievo, oggi conservato nella chiesa parrocchiale di Bussi sul Tirino: la morte in Croce di Cristo con alcune figure alate che volano attorno ad esso, e due imponenti leoni che proteggono la scultura, in segno decorativo.
Alcuni dei capitelli dei pilastri presentano come motivo decorativo dei pesci, che potrebbero sia alludere alle trote del vicino fiume Tirino, sia simboleggiare l'ἰχθύς cristiano.
Dopo il restauro dell'abside con una copertura lignea del tetto, gli studiosi ipotizzarono che dietro l'altare nella lunetta dell'abside vi fosse un altro affresco oltre a quello del Cristo Benedicente, andato però perduto a causa delle intemperie.